# Juan Fernandez-Barquin
Juan Alfonso Fernandez-Barquin (Miami, Florida, 6 de marzo de 1983) es un abogado y político estadounidense, afiliado al Partido Republicano. Se desempeñó como miembro de la Cámara de Representantes de Florida en representación del distrito 119, que abarca parte del condado de Miami-Dade, entre 2018 y 2022.

## Cámara de Representantes de Florida
Fernandez-Barquin derrotó a tres oponentes en las primarias republicanas del 28 de agosto de 2018, obteniendo el 44,2% de los votos. En las elecciones generales del 6 de noviembre de 2018, obtuvo el 53,09% de los votos, derrotando al demócrata Heath Rassner y al candidato independiente Daniel Sotelo.
En las elecciones del 3 de noviembre de 2020 resultó reelecto para su cargo, derrotando con el 65,3% de los votos al candidato demócrata Imtiaz Ahmad Mohammad.
En las elecciones de 2022 se postuló para representar al distrito 118, resultando ganador con el 68,39% de los votos frente al demócrata Johnny Farias.

## Resultados electorales

#### 6 de noviembre de 2018
| 119.º distrito de la Cámara de Representantes de Florida | 119.º distrito de la Cámara de Representantes de Florida | 119.º distrito de la Cámara de Representantes de Florida | 119.º distrito de la Cámara de Representantes de Florida | 119.º distrito de la Cámara de Representantes de Florida |
| Candidato                                                | Candidato                                                | Partido                                                  | Votos                                                    | %                                                        |
| -------------------------------------------------------- | -------------------------------------------------------- | -------------------------------------------------------- | -------------------------------------------------------- | -------------------------------------------------------- |
|                                                          | Juan Fernandez-Barquin                                   | Republicano                                              | 28,077                                                   | 53,1                                                     |
|                                                          | Heath Rassner                                            | Demócrata                                                | 22,486                                                   | 42,5                                                     |
|                                                          | Daniel E. Sotelo                                         | Independiente                                            | 2,324                                                    | 4,4                                                      |
|                                                          |                                                          |                                                          |                                                          |                                                          |
| Total                                                    | Total                                                    | Total                                                    | 52,887                                                   | 100                                                      |
|                                                          |                                                          |                                                          |                                                          |                                                          |
| Fuente:                                                  |                                                          |                                                          |                                                          |                                                          |

#### 3 de noviembre de 2020
| 119.º distrito de la Cámara de Representantes de Florida | 119.º distrito de la Cámara de Representantes de Florida | 119.º distrito de la Cámara de Representantes de Florida | 119.º distrito de la Cámara de Representantes de Florida | 119.º distrito de la Cámara de Representantes de Florida |
| Candidato                                                | Candidato                                                | Partido                                                  | Votos                                                    | %                                                        |
| -------------------------------------------------------- | -------------------------------------------------------- | -------------------------------------------------------- | -------------------------------------------------------- | -------------------------------------------------------- |
|                                                          | Juan Fernandez-Barquin                                   | Republicano                                              | 50,810                                                   | 65,3                                                     |
|                                                          | Imtiaz Ahmad Mohammad                                    | Demócrata                                                | 26,979                                                   | 34,7                                                     |
|                                                          |                                                          |                                                          |                                                          |                                                          |
| Total                                                    | Total                                                    | Total                                                    | 77,789                                                   | 100                                                      |
|                                                          |                                                          |                                                          |                                                          |                                                          |
| Fuente:                                                  |                                                          |                                                          |                                                          |                                                          |

#### 8 de noviembre de 2022
| 118.º distrito de la Cámara de Representantes de Florida | 118.º distrito de la Cámara de Representantes de Florida | 118.º distrito de la Cámara de Representantes de Florida | 118.º distrito de la Cámara de Representantes de Florida | 118.º distrito de la Cámara de Representantes de Florida |
| Candidato                                                | Candidato                                                | Partido                                                  | Votos                                                    | %                                                        |
| -------------------------------------------------------- | -------------------------------------------------------- | -------------------------------------------------------- | -------------------------------------------------------- | -------------------------------------------------------- |
|                                                          | Juan Fernandez-Barquin                                   | Republicano                                              | 39,344                                                   | 68,39                                                    |
|                                                          | Johnny Gonzalo Farias                                    | Demócrata                                                | 18,187                                                   | 31,61                                                    |
|                                                          |                                                          |                                                          |                                                          |                                                          |
| Total                                                    | Total                                                    | Total                                                    | 57,531                                                   | 100                                                      |
|                                                          |                                                          |                                                          |                                                          |                                                          |
| Fuente:                                                  |                                                          |                                                          |                                                          |                                                          |